# Copa Sul de 1999
A Copa Sul de 1999 foi um torneio de futebol realizado pela Confederação Brasileira de Futebol. A competição foi disputada entre 12 equipes, sendo disputado de 29 de janeiro até 25 de abril.
O Grêmio foi o campeão desta competição, após vencer o Paraná Clube em uma final com 3 jogos, vencendo o primeiro confronto por 2 a 1, perder por 2 a 0 no segundo, e ganhar por 1 a 0 no terceiro, no antigo Estádio Pinheirão.
O torneio dava uma vaga para a disputa da Copa CONMEBOL de 1999 ao campeão. Foi disputada apenas por clubes dos três estados da região Sul do Brasil, tendo quatro representantes de cada estado. No ano seguinte, foi sucedida pela Copa Sul-Minas, realizada de 2000 a 2002, entre times do Sul e de Minas Gerais (apenas mineiros foram campeões).
O precursor da competição é o Campeonato Sul-Brasileiro de Futebol, igualmente jogado uma única vez, em 1962, e que também teve o Grêmio como campeão. Este foi organizado pelas federações estaduais.

## Regulamento

### Primeira fase
Os clubes foram divididos em três grupos mistos (A, B e C), com pelo menos um representante de cada estado. Os dois melhores de cada grupo se classificavam para a segunda fase.

### Segunda fase
Os 6 clubes classificados na primeira fase foram divididos em dois novos grupos (1 e 2). O vencedor de cada grupo se classificou para a grande decisão. Nenhum clube catarinense se classificou para a 2ª fase.

## Equipes participantes
| Estado                      | Equipe              | Estádio                           |
| --------------------------- | ------------------- | --------------------------------- |
| Paraná (4 vagas)            | Atlético Paranaense | Estádio Joaquim Américo Guimarães |
| Paraná (4 vagas)            | Coritiba            | Estádio Couto Pereira             |
| Paraná (4 vagas)            | Grêmio Maringá      | Estádio Regional Willie Davids    |
| Paraná (4 vagas)            | Paraná              | Estádio Pinheirão                 |
| Rio Grande do Sul (4 vagas) | Caxias              | Estádio Centenário                |
| Rio Grande do Sul (4 vagas) | Grêmio              | Estádio Olímpico Monumental       |
| Rio Grande do Sul (4 vagas) | Internacional       | Estádio Beira-Rio                 |
| Rio Grande do Sul (4 vagas) | Juventude           | Estádio Alfredo Jaconi            |
| Santa Catarina (4 vagas)    | Avaí                | Estádio da Ressacada              |
| Santa Catarina (4 vagas)    | Criciúma            | Estádio Heriberto Hülse           |
| Santa Catarina (4 vagas)    | Figueirense         | Estádio Orlando Scarpelli         |
| Santa Catarina (4 vagas)    | Tubarão FC          | Estádio Aníbal Costa              |

## Primeira fase

### Grupo A
| P. | Time       | PG | J | V | E | D | GP | GC | SG |
| 1  | Coritiba   | 15 | 6 | 5 | 0 | 1 | 17 | 7  | 10 |
| 2  | Grêmio     | 12 | 6 | 4 | 0 | 2 | 10 | 7  | 3  |
| 3  | Criciúma   | 6  | 6 | 2 | 0 | 4 | 7  | 14 | -7 |
| 4  | Tubarão FC | 3  | 6 | 1 | 0 | 5 | 5  | 11 | -6 |

### Grupo B
| P. | Time          | PG | J | V | E | D | GP | GC | SG |
| 1  | Internacional | 12 | 6 | 4 | 0 | 2 | 11 | 6  | 5  |
| 2  | Paraná        | 10 | 6 | 3 | 1 | 2 | 11 | 11 | 0  |
| 3  | Caxias        | 8  | 6 | 2 | 2 | 2 | 10 | 8  | 2  |
| 4  | Figueirense   | 4  | 6 | 1 | 1 | 4 | 6  | 13 | -7 |

### Grupo C
| P. | Time                | PG | J | V | E | D | GP | GC | SG  |
| 1  | Atlético Paranaense | 12 | 6 | 4 | 0 | 2 | 9  | 4  | 5   |
| 2  | Juventude           | 12 | 6 | 4 | 0 | 2 | 9  | 7  | 2   |
| 3  | Avaí                | 10 | 6 | 3 | 1 | 2 | 10 | 6  | 4   |
| 4  | Grêmio Maringá      | 1  | 6 | 0 | 1 | 5 | 2  | 13 | -11 |

## Segunda fase

### Grupo 1
| P. | Time                | PG | J | V | E | D | GP | GC | SG |
| 1  | Paraná              | 8  | 4 | 2 | 2 | 0 | 7  | 4  | 3  |
| 2  | Atlético Paranaense | 7  | 4 | 2 | 1 | 1 | 7  | 3  | 4  |
| 3  | Coritiba            | 1  | 4 | 0 | 1 | 3 | 4  | 11 | -7 |

### Grupo 2
| P. | Time          | PG | J | V | E | D | GP | GC | SG |
| 1  | Grêmio        | 5  | 4 | 1 | 2 | 1 | 7  | 6  | 1  |
| 2  | Internacional | 5  | 4 | 1 | 2 | 1 | 5  | 5  | 0  |
| 3  | Juventude     | 5  | 4 | 1 | 2 | 1 | 7  | 8  | -1 |

## Final
| 13 de Abril de 1999 | Grêmio                   | 2 – 1 | Paraná           | Olímpico Monumental, Porto Alegre |
|                     | Agnaldo 36' · Macedo 40' |       | Lúcio Flávio 27' |                                   |

| 18 de Abril de 1999 | Paraná                                      | 2 – 0 | Grêmio | Estádio Couto Pereira, Curitiba |
|                     | Ronaldo Alves 11' · Carlos Alberto Dias 67' |       |        |                                 |

| 25 de Abril de 1999 | Paraná | 0 – 1 | Grêmio            | Estadio do Pinheirão, Curitiba                       |
|                     |        |       | Ronaldo Alves 11' | Árbitro: Cláudio Vinícius Cerdeira Rio de Janeiro RJ |

## Premiação
| Copa Sul de 1999            |
| --------------------------- |
| Grêmio Campeão (1.º título) |